# Giro de Lombardía 1948
El Giro de Lombardía 1948 fue la 42ª edición del Giro de Lombardía. Esta carrera ciclista organizada por La Gazzetta dello Sport se disputó el 24 de octubre de 1948 con salida y llegada a Milán después de un recorrido de 222 km.
El italiano Fausto Coppi (Bianchi-Ursus) consiguió la tercera victoria consecutiva, igualando el hecho por Alfredo Binda en las ediciones disputadas entre 1925 y 1927. Completaban el podio el también italiano Adolfo Leoni (Legnano) y el suizo Fritz Schär (Mondia). Schär es el primer corredor no italiano que acaba entre los tres primeros de la prueba desde que Henri Pélissier ganó en 1920.

## Clasificación general
| Posición | Ciclista          | Equipo             | Tiempo   |
| -------- | ----------------- | ------------------ | -------- |
| 1        | Fausto Coppi      | Bianchi            | 5h51'55" |
| 2        | Adolfo Leoni      | Legnano            | a 4'45"  |
| 3        | Fritz Schär       | Mondia             | s.t.     |
| 4        | Alfredo Martini   | Tebag              | s.t.     |
| 5        | Vito Ortelli      | Olympia-Dunlop     | s.t.     |
| 6        | Antonin Rolland   | Rhonson-Dunlop     | s.t.     |
| 7        | Pino Cerami       | Bélgica            | s.t.     |
| 8        | Giancarlo Astrua  | Benotto            | s.t.     |
| 9        | Pietro Giudici    | Crennense SC       | s.t.     |
| 10       | Settimio Simonini | Viani Cral Imperia | s.t.     |